# Guàrdia Pretoriana

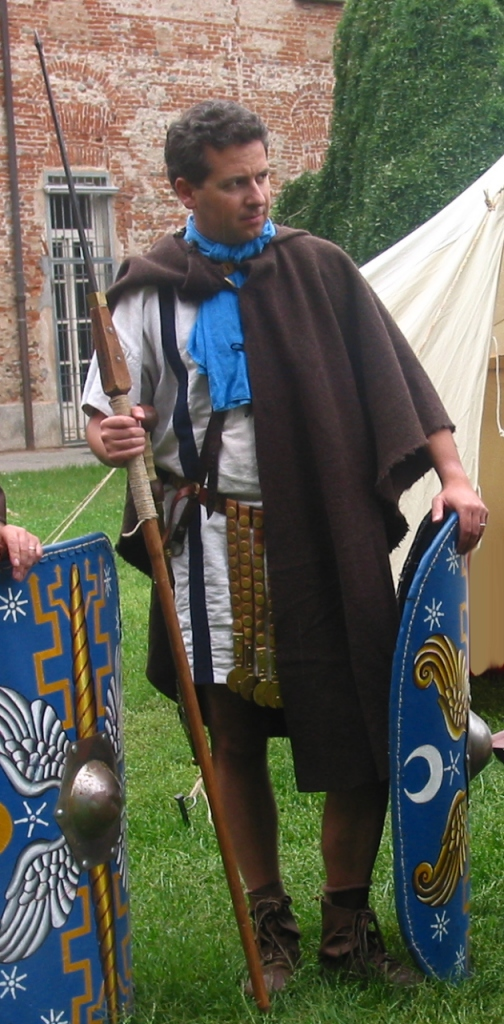
Recreació moderna d'un soldat de la guàrdia pretoriana del.

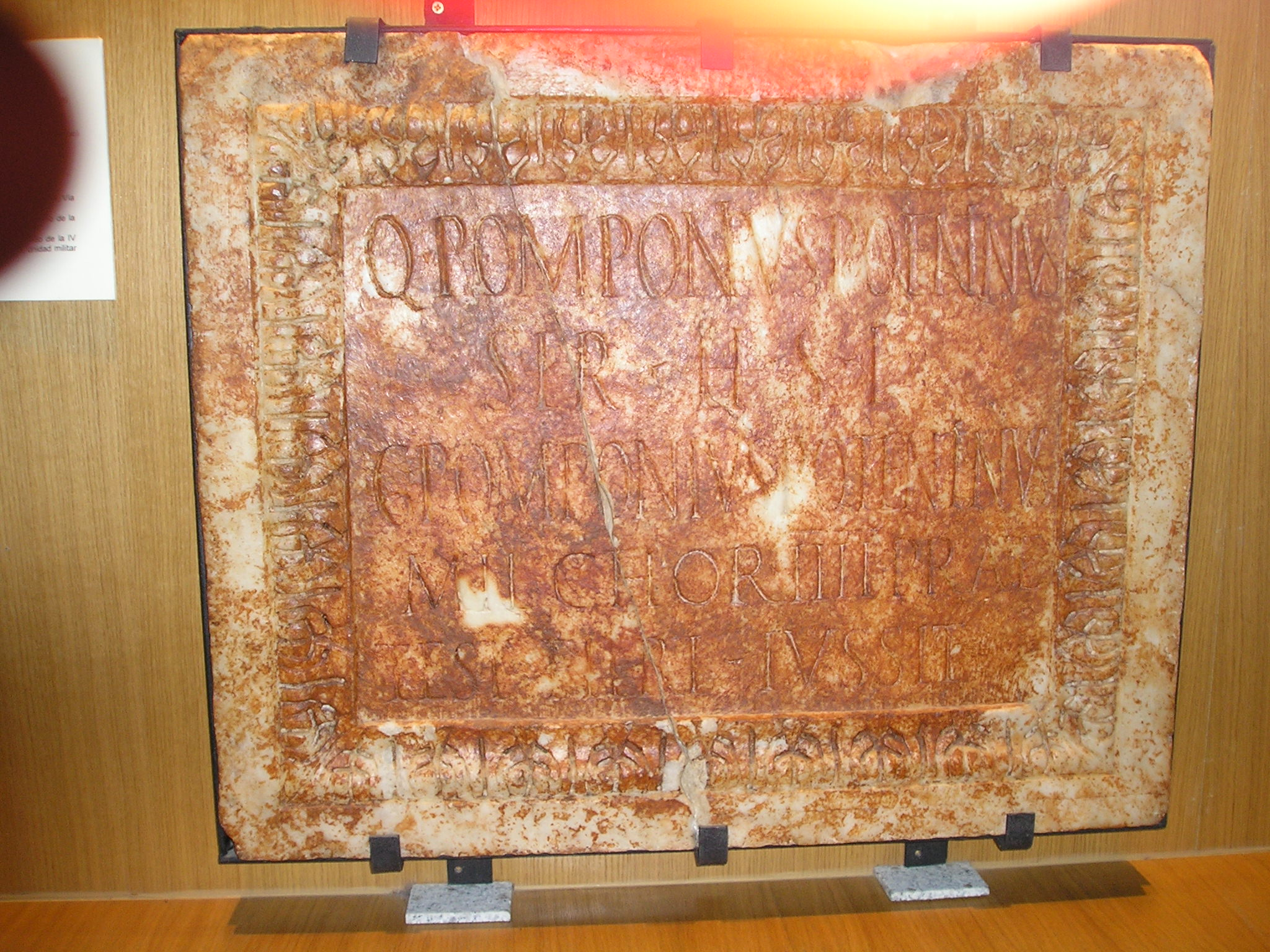
Inscripció funerària del pretorià Quint Pomponi Poeni, natural de Norba Caesarina (Càceres, Espanya).

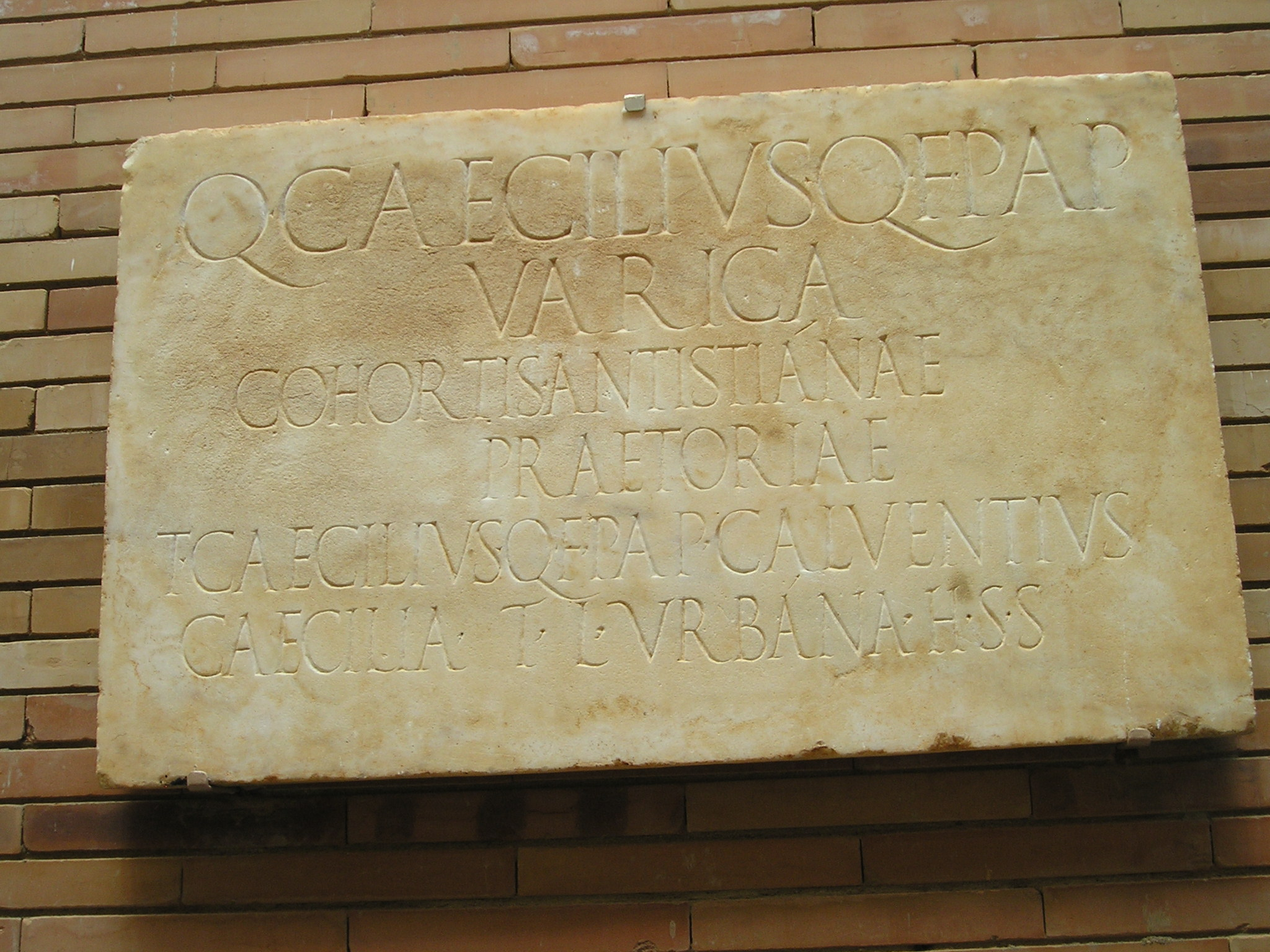
Inscripció procedent d'Augusta Emerita (Mèrida, Badajoz, Espanya) dedicada a Gai Cecili Vàrica, que va ser soldat de la Cohors Antistianae Praetoriana a principis del.

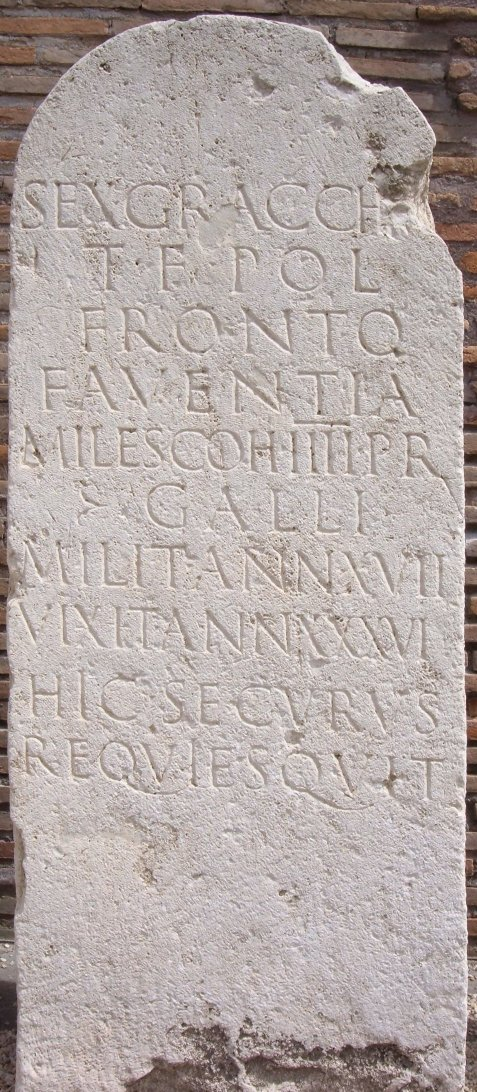
Inscripció funerària d'un pretorià d'origen itàlic, que va prestar servei en la Cohors IV Praetoria al.

La Guàrdia Pretoriana (o també Guàrdia Praetoriana, en llatí: praetoriani) era un cos militar que servia d'escorta i protecció als emperadors romans. Abans dels emperadors, aquesta escorta era usada pels caps militars ja des dels dies de la família dels Escipions als volts de l'any 275 aC. Els membres de la Guàrdia Pretoriana estaven entre les més destres i cèlebres forces militars de la història antiga.
Els soldats de les cohorts pretorianes rebien doble paga i gaudien de nombrosos privilegis. Cada membre, en abandonar la cohort, rebia 20.000 sestercis després de 16 anys de serveis.

## Història
El terme "pretorià" té l'origen en la tenda del general o praetor d'un exèrcit romà anomenada praetorium. Molts dels generals romans quan partien en campanya tenien el costum de triar entre les files una força privada de soldats per a servir d'escortes (guàrdies) de la tenda o de la persona del general i consistia d'una infanteria i una cavalleria. Durant les guerres civils va augmentar el nombre dels soldats que integraven la Guàrdia Pretoriana. Amb el pas del temps, aquesta unitat (cohort) es va arribar a conèixer com la Cohors Praetoria, i diverses figures notables, incloent Juli Cèsar, Marc Antoni i August, en van tenir una. Juli Cèsar es va adonar que calia una unitat més forta que les altres en el camp, com la Legió X Equestris (o Legio X Gemina). Quan August es va convertir en el primer governant de l'Imperi, el 27 a. C, va resoldre que aquesta formació era útil no només en la guerra, sinó també en la política. Així, de les files de les legions de totes les províncies, August va reclutar la Guàrdia Pretoriana. El camp ocupat per aquesta tropa es va anomenar «Castra Praetoria» (campament pretorià) i el seu comandant, designat per August, prefecte del pretori. Aquest càrrec, purament militar, no va tenir al principi gran importància, però la va adquirir en l'època de Tiberi.
Els prefectes del pretori es van convertir a poc a poc en primers ministres de l'emperador. Inicialment hi havia dos prefectes del pretori; posteriorment, només un.

### La primera Guàrdia
La primera guàrdia va ser molt diferent de la guàrdia dels temps posteriors, la qual fins i tot va arribar a assassinar emperadors. Tot i que August va comprendre la necessitat de tenir guardaespatlles en el caos que era Roma, va tenir molta precaució en preservar els ideals de la República. August només va permetre que es formessin nou grups de guàrdies. Originalment comptaven amb 500 homes cada un però finalment va permetre fins a 1.000, i només tres d'aquestes divisions es trobaven en estat actiu dins de la capital de l'imperi. Un nombre reduït de cavalleria, coneguts com a turmes, també es va crear i cada batalló comptava amb trenta homes. La majoria dels integrants d'aquesta primera guàrdia patrullaven el palau i els edificis més importants, mentre que altres divisions estaven posicionades en les viles que envoltaven Roma; s'ha determinat que aquestes unitats eren massa petites com per a ser una amenaça per a l'imperi. Quan dos prefectes pretorians, Quint Ostori Escàpula i Salvi Otó, van pujar al poder l'any 2 aC, es van mantenir les mateixes figures en els nombres de divisions, però es va millorar el comandament i l'organització d'aquests.
Quan Cèsar August va morir, el 19 d'agost de l'any 14, el període de calma entre els pretorians va finalitzar i partir d'aquest moment van començar a utilitzar la seva força militar per exercir pressió sobre les polítiques de l'imperi. August va ser l'únic emperador que va gaudir de la lleialtat total dels pretorians. Després de la mort d'August, els pretorians van actuar segons els seus interessos personals. Luci Eli Sejà, un prefecte ambiciós, va moure la base de la guàrdia a les barraques de Roma. L'any 23, Sejà va aconseguir convèncer Tiberi perquè construís la Castra Praetoria (el camp dels pretorians) just als afores de Roma. Un dels grups de la guàrdia mantindria un lloc permanent com a guàrdia del palau imperial. Des de llavors, la guàrdia estaria sota el control del Cèsar, però també va obtenir un bon grau de poder sobre el Cèsar. L'any 31, Tiberi va haver d'enviar la seva guàrdia personal, la Cohors Praetoria, en contra d'aquells ciutadans i soldats que donaven suport a Sejà. Tot i que la guàrdia va ser fidel a un Tiberi que es trobava molt envellit, el poder polític de la guàrdia va deixar de ser un secret.
En les campanyes militars, els pretorians mantenien les mateixes formacions que l'exèrcit romà. Ja l'any 69 se'ls va començar a enviar al camp de batalla i van aconseguir destacar en la primera batalla de Bedríacum sota el comandament d'Otó. Els comandants Domicià i Trajà van enviar la guàrdia que lluités en les guerres que van tenir lloc a Dàcia i Mesopotàmia, mentre que Marc Aureli els va utilitzar durant la seva campanya del Danubi. Durant el segle iii els pretorians van assistir als emperadors en les seves diverses campanyes militars.

### Afers polítics
Després que morís Sejà, com a part del Donativum (regal imperial) que Tiberi havia promès, la guàrdia va començar a tenir un paper més ambiciós i sagnant dins l'imperi. La guàrdia es va convertir en una força subornable que - per la suma adequada de diners o per pura voluntat - estava disposada a assassinar al Cèsar. La guàrdia fins i tot va arribar a ser una amenaça per als seus mateixos prefectes i per al mateix poble romà. L'any 41, Calígula va ser assassinat en un complot orquestrat per certs senadors i membres de la guàrdia. Els pretorians van ajudar que Claudi prengués el lloc d'emperador i van reptar al senat que s'oposés a la seva decisió.
Tot i que la guàrdia comptava amb el poder de matar el Cèsar, les seves funcions no incloïen cap paper administratiu, a diferència del personal del palau, el senat i la burocràcia romana. En moltes ocasions, les barbàries de la guàrdia van ser castigades severament per l'emperador. L'any 193, Didi Julià li va comprar l'imperi a la guàrdia per una vasta quantitat de diners després que la guàrdia el subhastés al millor postor. Aquest mateix any, Septimi Sever va marxar a Roma i es va desfer dels pretorians i els va substituir per membres de les seves pròpies legions de Pannònia. L'any 69, Titus ja havia assentat les bases per això i es va desfer d'un gran nombre de guàrdies quan va arribar al tron després que Vitel·li ja n'hagués eliminat uns quants. Com una altra mesura de seguretat, Vespasià va nomenar Tit Flavi Sabí Vespasià, el seu fill, com el prefecte del pretori. La torba romana va lluitar en diverses ocasions contra els pretorians, com va ser el cas durant el regnat de Maximí el Traci.
L'any 271 Aurelià va viatjar a l'est, a Palmira a Síria, juntament amb els seus legionaris pretorians i la seva cavalleria. Els palmirencs van ser derrotats fàcilment, però aquest fet va canviar la visió que es tenia dels pretorians. Dioclecià i els seus companys van crear el sacer comitatus (escortes de l'emperador en el camp de batalla) que incloïa unitats regulars que treballaven sota una estructura pretoriana, però d'una manera menys formal i comptant amb més unitats.

### Els últims anys de la Guàrdia
Dioclecià va canviar el paper dels pretorians l'any 284. La guàrdia ja no va tenir cap funció dins del palau quan Dioclecià va traslladar la seu reial a Nicomèdia de Bizanci a Anatòlia. Dos nous cossos, els Jovians i Herculans (que van derivar el seu nom dels del déu Júpiter i d'Hèrcules) van reemplaçar als pretorians com a guardaespatlles de l'emperador i aquesta pràctica es va mantenir durant la tetrarquia. L'1 de maig del 305 Dioclecià es va retirar com a emperador i la Castra Praetoria(les barraques dels pretorians a Roma) només servia com una petita base d'operacions militars.
L'any 306, Maxenci, fill de Maximià, va ser ignorat en la línia de successió com a emperador i com a resultat l'exèrcit es va mobilitzar el 28 d'octubre i va instaurar Maxenci com a emperador d'Itàlia. Flavi Valeri Sever, sota ordres de Galeri, va intentar desfer-se de la guàrdia, però el resultat va ser una revolta dels pretorians, que van acabar unint-se a l'exèrcit que comandava Maxenci. Quan Constantí el Gran va iniciar la invasió d'Itàlia l'any 312, el seu exèrcit es va enfrontar a les forces de Maxenci a la batalla del Pont Milvi. Una vegada que Constantí va derrotar Maxenci, es va desfer dels pretorians, que havien constituït una gran part de l'exèrcit derrotat. Els soldats de la guàrdia van ser enviats a diverses parts de l'imperi i es va enderrocar la Castra Praetoria, moment que significà la fi de l'existència de la Guàrdia del Pretori.

## El llegat de la Guàrdia Pretoriana
Encara que s'ha associat el terme "pretorià" amb la intriga, les conspiracions, la traïció i amb l'assassinat, es podria argumentar que durant els primers dos segles de la seva existència, la guàrdia pretoriana va exercir una influència positiva en l'estat romà. Durant aquest temps, els pretorians es van encarregar de desfer-se d'aquells emperadors cruels, febles i poc populars, mentre que els justos, forts i populars comptaven amb el suport i la lleialtat de la guàrdia. En protegir aquests monarques i en aturar els desordres i mantenir un cert grau de control sobre el senat, la guàrdia va permetre que l'imperi tingués un període d'estabilitat que es va denominar com la Pax Romana. No va ser fins que va acabar el regnat de Marc Aureli, que es considera la fi de la Pax Romana, que la guàrdia va començar a degradar-se i els soldats es va convertir en mercenaris cruels. Per aquests es recorda l'aspecte negatiu dels pretorians a Roma. Durant la dinastia del «Severs» i després durant la Crisi del segle iii, les legions, el senat i l'emperador van començar a entrar en decadència, com abans ho havien fet els pretorians.

## Organització
Per pertànyer a la Guàrdia Pretoriana havien de passar les proves de selecció de l'exèrcit, i generalment ser de classe alta, és a dir fills de patricis o senadors o estar molt recomanats dins de l'exèrcit.
La guàrdia pretoriana en un principi, per diari o desfilades portaven l'equipament de combat de l'època republicana (casc de bronze, cota de malla, escut ovalat), i pel combat lluïen el mateix equip i armament que la legió. En circumstàncies especials com va fer l'emperador Neró, anaven uniformats com els hoplites grecs.
Com totes les legions, la guàrdia també tenia un símbol propi per als seus estendards, en aquest cas era un escorpí (signe zodiacal de l'emperador Tiberi).